# براد ستريكلاند
براد ستريكلاند (بالإنجليزية: Brad Strickland)‏ (27 أكتوبر 1947)؛ كاتب وروائي أمريكي.